# Nagoya Grampus 2012
Questa voce raccoglie le informazioni riguardanti il Nagoya Grampus nelle competizioni ufficiali della stagione 2012.

## Maglie e sponsor
Le maglie, prodotte da Le Coq Sportif, recano sulla parte anteriore lo sponsor Toyota.
| Manica sinistra · Maglietta · Maglietta · Manica destra · Pantaloncini · Calzettoni | Manica sinistra · Maglietta · Maglietta · Manica destra · Pantaloncini · Calzettoni |  |

## Rosa
| N. |                      | Ruolo | Calciatore          |
| -- | -------------------- | ----- | ------------------- |
| 1  | Giappone (bandiera)  | P     | Seigō Narazaki      |
| 4  | Giappone (bandiera)  | D     | Marcus Tulio Tanaka |
| 5  | Giappone (bandiera)  | D     | Takahiro Masukawa   |
| 6  | Giappone (bandiera)  | D     | Shōhei Abe          |
| 7  | Giappone (bandiera)  | C     | Naoshi Nakamura     |
| 8  | Giappone (bandiera)  | C     | Jungo Fujimoto      |
| 10 | Giappone (bandiera)  | C     | Yoshizumi Ogawa     |
| 11 | Giappone (bandiera)  | A     | Keiji Tamada        |
| 14 | Giappone (bandiera)  | C     | Keiji Yoshimura     |
| 16 | Australia (bandiera) | A     | Joshua Kennedy      |
| 17 | Giappone (bandiera)  | A     | Yūki Maki           |
| 18 | Giappone (bandiera)  | A     | Kensuke Nagai       |
| 20 | Colombia (bandiera)  | C     | Danilson Córdoba    |
| 21 | Giappone (bandiera)  | P     | Kōji Nishimura      |
| 22 | Brasile (bandiera)   | D     | Daniel              |

| N. |                     | Ruolo | Calciatore        |
| -- | ------------------- | ----- | ----------------- |
| 23 | Giappone (bandiera) | D     | Yōsuke Ishibitsu  |
| 25 | Giappone (bandiera) | C     | Mū Kanazaki       |
| 26 | Giappone (bandiera) | D     | Tatsuya Arai      |
| 27 | Giappone (bandiera) | C     | Ryouta Tanabe     |
| 28 | Giappone (bandiera) | C     | Taishi Taguchi    |
| 29 | Giappone (bandiera) | D     | Kazuki Satō       |
| 30 | Giappone (bandiera) | C     | Taisuke Mizuno    |
| 31 | Giappone (bandiera) | A     | Miki Takahara     |
| 32 | Giappone (bandiera) | D     | Hayuma Tanaka     |
| 33 | Giappone (bandiera) | C     | Ryota Isomura     |
| 34 | Giappone (bandiera) | C     | Makito Yoshida    |
| 35 | Giappone (bandiera) | C     | Teruki Tanaka     |
| 38 | Giappone (bandiera) | C     | Alessandro Santos |
| 50 | Giappone (bandiera) | P     | Yoshinari Takagi  |

## Statistiche

### Statistiche di squadra
| Competizione           | Punti | Totale | Totale | Totale | Totale | Totale | Totale | DR  |
| Competizione           | Punti | G      | V      | N      | P      | Gf     | Gs     | DR  |
| ---------------------- | ----- | ------ | ------ | ------ | ------ | ------ | ------ | --- |
| J. League Division 1   | 52    | 34     | 15     | 7      | 12     | 46     | 47     | -1  |
| Coppa Yamazaki Nabisco | -     | 2      | 1      | 0      | 1      | 4      | 4      | 0   |
| Coppa dell'Imperatore  | -     | 4      | 3      | 1      | 0      | 10     | 4      | +6  |
| AFC Champions League   | -     | 6      | 2      | 4      | 1      | 10     | 5      | +5  |
| Totale                 | -     | 46     | 21     | 12     | 14     | 70     | 60     | +10 |